# Guillaume de Plaisians
Guillaume de Plaisians († vor 1314) war ein Legist im Dienst des französischen Königs Philipp IV. († 1314) am Ende des 13. und zu Beginn des 14. Jahrhunderts. Er war Mitglied im Conseil du Roi und damit einer der wichtigsten Berater des Königs.
Er verwandte die vielzitierte Formel „Der König von Frankreich ist Kaiser in seinem Reich“. Um die Situation des französischen Königs gegenüber dem Kaiser und dem Papst zu festigen, wollten die Legisten die römischen Texte nutzen, doch diese bezogen sich nur auf die Macht des Kaisers. Durch seine Formel beseitigte er diese Schwierigkeiten und bestätigte die Unabhängigkeit des Königs gegenüber dem Kaiser, aber auch gegenüber dem Papst, der mit der Zwei-Schwerter-Theorie dem Inhaber der päpstlichen Macht den Vorrang gegenüber dem Inhaber der weltlichen (hier: der kaiserlichen) Macht zuwies. Darüber hinaus lässt die Formel auch eine Tendenz zum Absolutismus erkennen.
Guillaume de Plaisians trat auch im Rahmen des langen Kampfes Philipps IV. gegen den Templerorden auf (vgl. Templerprozess), sowie in verschiedenen Urkunden an der Seite von Guillaume de Nogaret († 1313), Pierre Flote († 1302), Gilles Aycelin († 1318), Philippe de Villepreux und Enguerrand de Marigny († 1315).
Guillaume de Plaisians stammt aus dem Ort Plaisians in den Baronnies (Dauphiné) im heutigen Département Drôme, der in dieser Zeit noch zum Heiligen Römischen Reich gehörte, war also ursprünglich ein Untertan des Kaisers. Er starb, bevor der Templerprozess 1314 abgeschlossen wurde.